# ニューヨーク恋物語
『ニューヨーク恋物語 LOVE STORY IN NEW YORK』（ニューヨークこいものがたり）は、1988年10月13日 - 12月22日までフジテレビ系列の『木曜劇場』枠で放送されたテレビドラマ。田村正和主演。鎌田敏夫脚本。
1990年10月18日 - 12月20日に同枠で『男と女 ニューヨーク恋物語II』、2004年3月30日にはスペシャルドラマとして『新ニューヨーク恋物語』が放送された。

## ニューヨーク恋物語（1988年）
本作より『木曜劇場』は、松下電器・松下電工（現：パナソニック）提供から複数社提供になったため、それまで使われた『ナショナル』の冠は外された。
様々な事情を抱えニューヨークにやってきた8人の男女達の儚い姿が描かれた。全編ニューヨークロケで撮影された。サブタイトルにはニューヨークの地名などが付けられている。最終回で田村が岸本加世子の髪を洗うシーンは当時話題となった。1989年、第26回ギャラクシー賞・優秀賞を受賞した。現在に至るまで、CSでの再放送が度々あるが、DVD等の媒体によるソフト化はされていない。

### あらすじ
エリートサラリーマンの田島雅之は、上司の妻である瀬尾リツ子と恋仲になってしまったことでエリート街道から外れた。会社を辞めた田島は、一旗上げるべくニューヨークにやってきた、しかし成功は容易ではなく、バーを経営しながら裏社会で生きている。そんなある日、町で瀬尾リツ子の娘であることを知らないまま瀬尾さやかと知り合う
婚約を破棄された茅野明子は、日本から逃げる様に従姉の相川里美を訪ねてニューヨークにやってくるが。
ニューヨークを舞台により複雑な人間関係が生じてゆく。

### キャスト
- 田島雅之：田村正和
- 茅野明子：岸本加世子
- 坂入正弘（幼稚園の教師[6]）：真田広之
- 小池一徹（ボクサー志望[6]）：柳葉敏郎
- 瀬尾リツ子（田島の元恋人[2]）：夏桂子
- 瀬尾さやか（リツ子の娘[2]）：五十嵐いづみ
- 張美姫（里美のルームメイト[6]）：李恵淑
- 相川里美（証券会社のアシスタント[6]、明子の従姉）：桜田淳子
- 八代（田島のかつての同僚）：峰岸徹（第4話･第6話）

### スタッフ
- 脚本：鎌田敏夫
- 演出：藤田明二、松田秀知
- プロデュース：中山和記
- 音楽：本多俊之
- 主題歌：井上陽水「リバーサイドホテル」（フォーライフ・レコード）
- 演出補：木村達昭
- 撮影：川田正幸
- 照明：菱山勇
- 音声：助川洋昭
- 技術：梅谷昌弘
- 制作担当：永山耕三、清野豊
- 技術協力：バスク、渋谷ビデオスタジオ
- 協力：日本航空、アメリカ合衆国商務省観光局
- ロケコーディネート：フジサンケイ・コミュニケーションズ・インターナショナル、ALTERNATE CURRENT, INC.

### 放送日程
| 第1話            | 1988年10月13日 | ブルックリン橋         | 藤田明二 | 16.3% |
| 第2話            | 10月20日       | ウォール街             | 藤田明二 | 19.8% |
| 第3話            | 10月27日       | グランド・セントラル駅 | 藤田明二 | 15.0% |
| 第4話            | 11月03日       | コロンバス通り         | 松田秀知 | 14.9% |
| 第5話            | 11月10日       | 独立記念日の夜         | 藤田明二 | 17.8% |
| 第6話            | 11月17日       | ケネディ空港           | 松田秀知 | 17.8% |
| 第7話            | 11月24日       | セントラル・パーク     | 藤田明二 | 19.1% |
| 第8話            | 12月01日       | シープスヘッド・ベイ   | 藤田明二 | 16.7% |
| 第9話            | 12月08日       | スタットン・アイランド | 松田秀知 | 16.6% |
| 第10話           | 12月15日       | 自由の女神             | 松田秀知 | 16.8% |
| 最終話           | 12月22日       | マンハッタン           | 藤田明二 | 17.9% |
| 平均視聴率 17.2% |                |                        |          |       |

### エピソード
第8話の放送日には、直前の番組である『とんねるずのみなさんのおかげです』で同名のコント（正式にはニューヨーク恋物語・予告編）が放送され、石橋貴明が田村、木梨憲武が桜田の役で登場、岸本加代子が本作と同じ茅野明子役で出演した。その後、このパロディは「それいけマサカズ!」として独立したコントコーナーとなり人気を博した。

## 男と女 ニューヨーク恋物語II（1990年）
1988年版とは異なりコメディタッチのストーリーで、舞台がニューヨークであるということ以外、関連性はない。「ほんの少しのもうひとつの人生」がテーマ。前作よりも視聴率が伸び悩んだ。全10回。田村はこのドラマについて「半分はコメディー、半分はシリアスな作品である」と話していた。ニューヨークで活躍している敏腕弁護士、戸上英輔(田村正和)は日本に妻子がありながら、杉山朋子(篠ひろ子)や様々な女たちと逢瀬を重ねているが、そんな彼のもとに突然日本から妻と3人の子供たちがやってくる。

### キャスト
- 戸上英輔：田村正和
- 杉山朋子：篠ひろ子
- 戸上まさ子（英輔の元妻）：丘みつ子
- 戸上正巳（英輔の長男）：小野隆
- 戸上麻里（英輔の長女）：中畑幾久子
- 戸上和典（英輔の次男）：高橋一生
- 田中直人：髙嶋政宏
- 白石典子：三田寛子
- 藤沢亜由美：鳥越マリ
- 岡村里子：小林聡美
- 村松文代：高橋ひとみ
- 杉山太郎（朋子の夫）：小林稔侍
- デビッド：ブライアン・マクダモット

### スタッフ
- 作：鎌田敏夫
- 演出：藤田明二、光野道夫
- プロデュース：松下千秋、関本広文
- 音楽：高橋千佳子
- 主題歌：EVE「Joseph! Joseph!」（CBS・ソニー）
- チーフプロデューサー：中山和記
- 技術協力：バスク、渋谷ビデオスタジオ
- 協力：日本航空、アメリカ合衆国商務省観光局
- ロケコーディネート：フジサンケイ・コミュニケーションズ・インターナショナル、ALTERNATE CURRENT, INC.

### 放送日程
- 初回は22時 - 23時24分の30分拡大[1]。

| 各話   | 放送日         | 演出     |
| ------ | -------------- | -------- |
| 第1話  | 1990年10月18日 | 藤田明二 |
| 第2話  | 10月25日       | 藤田明二 |
| 第3話  | 11月01日       | 光野道夫 |
| 第4話  | 11月08日       | 藤田明二 |
| 第5話  | 11月15日       | 光野道夫 |
| 第6話  | 11月22日       | 藤田明二 |
| 第7話  | 11月29日       | 光野道夫 |
| 第8話  | 12月06日       | 藤田明二 |
| 第9話  | 12月13日       | 光野道夫 |
| 最終話 | 12月20日       | 藤田明二 |

## 新ニューヨーク恋物語（2004年）
1988年版の15年後を描いた正式な続編で、田村自身も長年希望し実現した続編製作であった。

### あらすじ
裏社会から足を洗えずにいる田島雅之は、自身の命が長くないことを感じながら、ワイナリーを営んで孤独な余生を過ごしていた。そんなある日、田島は藤倉英子という若い日本人女性に出会う。しかし藤倉の背後には、田島の行動を調べるFBI捜査官・滝井や、かつて妻を巡って田島に遺恨を抱いた小池一徹の影があった。

### キャスト
- 田島雅之〈60〉：田村正和
- 藤倉英子〈23〉：竹内結子
- 小池一徹〈39〉：柳葉敏郎
- 小池美姫〈38〉：李恵淑
- 滝井ジェイムズ祐二〈38〉：石黒賢
- 西野恵：渋谷亜希
- サワコ：山村美智

### スタッフ
- 原作：鎌田敏夫
- 企画：石原隆（フジテレビ）
- 脚本：大石静
- 演出：藤田明二（共同テレビ）
- プロデュース：関口静夫（共同テレビ）、矢吹東（フジテレビ）
- 主題歌：井上陽水「リバーサイドホテル」（フォーライフ・レコード）
- ロケコーディネート：ZaZou Productions, Inc.
- 制作統括：大多亮（フジテレビ）